# 鄭子太極拳
鄭子太極拳，又稱鄭子簡易太極拳、鄭氏太極拳，由鄭曼青所創，為楊氏太極拳的一個支派。

## 歷史
鄭曼青27歲在上海向太極拳大師楊澄甫學習楊家老架太極拳，任職湖南省政府咨議兼國術館館長期間，推動國術為該省全民運動，並規定每兩個月調派全省各縣國術館長及教官40人，傳授太極拳課程。但因學習時間較短，為便於傳授學習，乃刪減老架式中的重覆招式，精簡為37式，名為：「鄭子簡易太極拳」。

## 拳譜
| 1.預備式、起勢                  | 2.攬雀尾左掤、右掤、履、擠、按 | 3.單鞭              | 4.提手上勢、靠            |
| 5.白鶴亮翅                      | 6.左摟膝拗步                   | 7.手揮琵琶          | 8.左摟膝拗步              |
| 9.進步搬攔捶                    | 10.如封似閉                    | 11.十字手           | 12.抱虎歸山、履、擠、按   |
| 13.斜單鞭                       | 14.肘底看捶                    | 15.倒攆猴右、左、右 | 16.斜飛勢                 |
| 17.雲手一、二、三               | 18.單鞭下勢                    | 19.右金雞獨立       | 20.左金雞獨立             |
| 21.右分腳                       | 22.左分腳                      | 23.轉身蹬腳         | 24.左、右摟膝拗步         |
| 25.進步栽捶                     | 26.上步掤、履、擠、按          | 27.單鞭             | 28.玉女穿梭一、二、三、四 |
| 29.攬雀尾左掤、右掤、履、擠、按 | 30.單鞭下勢                    | 31.上步七星         | 32.退步跨虎               |
| 33.轉身擺蓮                     | 34.彎弓射虎                    | 35.進步搬攔捶       | 36.如封似閉               |
| 37.十字手、合太極               |                                |                     |                           |

## 相關書籍
- 《鄭子太極拳自修新法》
- 《鄭子太極拳十三篇》
- 《鄭子太極拳劍專輯》
- 《鄭子太極拳示範教材》

## 相關連結
- 鄭曼青
- 太極拳
- 太極拳論
- 太極十三勢
- 楊氏太極拳

## 外部連結
- 鄭子太極拳研究會 （页面存档备份，存于）（時中學社）
- 祥雲太極
- 中華神龍太極學會 （页面存档备份，存于）
- 馬來西亞神龍太極拳學會
- 台中市薪傳鄭子太極拳協會 （页面存档备份，存于）
- 嘉義如魚太極學院
- 台北市薪傳鄭子太極拳協會
- 鄭子太極拳有緣拳社 （页面存档备份，存于）
- 鄭子太極拳有緣拳社新浪博客 （页面存档备份，存于）